# Skövde IK
Skövde IK, var en ishockeyklubb från Skövde i Västergötland bildad 7 november 1957. Bakgrunden till bildandet var att Skövde AIK och IFK Skövde båda hade problem att klara av att bekosta ishockeyverksamheten. Föreningen fick börja spela i Division IV och nådde andraligan Division II till säsongen 1967/1968. Där blev man kvar till serieomläggningen 1975 då man flyttades ner en division (fortfarande med samma namn). Till säsongen 1978/1979 var man tillbaka i andradivisionen som nu hade namnet Division I. Sejouren blev kort, redan samma säsong åkte man ur igen men kunde återkomma 1980/1981 och blev då kvar i sex säsonger. Framgångsrikast under denna period var man säsongen 1982/1983 då man kom tvåa i fortsättningsserien och fick spela playoff mot Piteå IF. Piteå var starkast och vann i två raka matcher. Säsongen 2004/2005 spelade Skövde i Allsvenskan under ett år innan man flyttades ner till i division 1. Bortsett från denna säsong har man spelat i Division 1/Hockeyettan sedan 1999.
Hemmahallen heter Billingehov där publikkapaciteten är 3 400 varav 1 117 är sittplatser. Byggd 1983-84.

## Spelare
Bland de främsta spelarna som spelat i föreningen finns bl.a.
- Anton Strålman - Tampa Bay Lightning, Florida Panthers och New York Rangers
- Max Friberg - Frölunda HC
- Mikael Persson Riis - IF Björklöven
- Viktor Ekbom – Linköping HC, Örebro HK och Frölunda HC
- Magnus Åkerlund – Timrå IK

### Säsonger
Under 1970- och 1980-talen spelade Skövde sex säsonger i Division I.
| Säsong    | Division          | Placering | Vårserie                  | Kval/Playoff                     |
| --------- | ----------------- | --------- | ------------------------- | -------------------------------- |
| 1980/1981 | Division I Östra  | 8         |                           |                                  |
| 1981/1982 | Division I Västra | 5         |                           |                                  |
| 1982/1983 | Division I Västra | 3         | 2:a i fortsättningsserien | Playoff: Utslagna av Piteå       |
| 1983/1984 | Division I Västra | 5         | 3:a i fortsättningsserien |                                  |
| 1984/1985 | Division I Östra  | 8         | 7:a i fortsättningsserien | 2:a i kvalserien till Division I |
| 1985/1986 | Division I Östra  | 10        | 8 i vårserien             | nerflyttade                      |

Under åren 1986–1999 spelade Skövde IK i lägre divisioner.
| Säsong    | Division           | Placering | Vårserie              | Kval/Playoff                                                               |
| --------- | ------------------ | --------- | --------------------- | -------------------------------------------------------------------------- |
| 1999/2000 | Division 1 Södra A | 2         | 3:a i Allettan Södra  | 1:a i Förkval Södra A 4:a i Södra kvalserien till Allsvenskan.             |
| 2000/2001 | Division 1 Södra A | 4         | 5:a i Allettan Södra  | 3:a Förkval Södra B                                                        |
| 2001/2002 | Division 1 Södra A | 1         | 3:a i Allettan Södra  | 3:a i Förkval Södra                                                        |
| 2002/2003 | Division 1 Södra   | 3         |                       | 3:a i Förkval Södra B                                                      |
| 2003/2004 | Division 1 Södra   | 2         |                       | 1:a i Förkval Södra B 2:a i kvalserien till Allsvenskan Södra, uppflyttade |
| 2004/2005 | Allsvenskan Södra  | 6         | 3:a i vårserien       | 3:a i Södra kvalserien till Hockeyallsvenskan, nerflyttade                 |
| 2005/2006 | Division 1E        | 3         |                       |                                                                            |
| 2006/2007 | Division 1E        | 2         | 3:a i Allettan Södra  |                                                                            |
| 2007/2008 | Division 1E        | 4         | 8:a i Allettan Södra  |                                                                            |
| 2008/2009 | Division 1F        | 4         | 6:a i Allettan Södra  |                                                                            |
| 2009/2010 | Division 1E        | 2         | 5:a i Allettan Södra  |                                                                            |
| 2010/2011 | Division 1E        | 2         | 5:a i Allettan Södra  |                                                                            |
| 2011/2012 | Division 1E        | 4         | 8:a i Allettan Södra  |                                                                            |
| 2012/2013 | Division 1E        | 2         | 6:a i Allettan Södra  |                                                                            |
| 2013/2014 | Division 1E        | 4         | 8:a i Allettan Södra  |                                                                            |
| 2014/2015 | Hockeyettan Västra | 4         | 7:a i Allettan Södra  |                                                                            |
| 2015/2016 | Hockeyettan Västra | 7         | 2:a i vårserien       | Playoff: Utslagna av Tranås                                                |
| 2016/2017 | Hockeyettan Västra | 4         | 7:a i Allettan Södra  | Playoff: Utslagna av Vimmerby HC                                           |
| 2017/2018 | Hockeyettan Västra | 5         | 8:a i Allettan Norra  | Playoff: Utslagna av Mariestad                                             |
| 2018/2019 | Hockeyettan Västra | 9         | 5:a i Vårettan Västra |                                                                            |
| 2019/2020 | Hockeyettan Västra | 5         | 9:a i Allettan Södra  |                                                                            |
| 2020/2021 | Hockeyettan Västra | 3         | 10:a i Allettan Södra |                                                                            |
| 2021/2022 | Hockeyettan Västra | 5         | 10:a i Allettan Södra |                                                                            |
| 2022/2023 | Hockeyettan Västra | 2         | 10:a I Allettan Södra |                                                                            |